# Chiến tranh Mithridates lần thứ ba
Chiến tranh Mithridatic lần III (73-63 TCN) là cuộc chiến tranh cuối cùng và dài nhất trong chiến tranh Mithridatic, nổ ra giữa Mithridates VI của Pontus và đồng minh của ông với người La Mã. Kết thúc chiến tranh là thất bại của Mithridates và kết thúc mối đe dọa từ vương quốc Pontus, còn Vương quốc Armenia trở thành chư hầu của La Mã. Ngoài ra, nhà nước tàn dư Seleucid (lúc này chỉ còn kiểm soát Syria) cũng bị tiêu diệt theo.

## Trước chiến tranh
Chi tiết về thời kỳ giữa hai cuộc chiến thứ hai và thứ ba có thể xem trong trang "Vương quốc Pontos", đặc biệt là việc chiến tranh phát triển qua các cuộc chiến, từ Chiến tranh Mithridaric lần thứ nhất cho đến mối liên minh giữa Mithridates VI và Sertorius, đưa hai kẻ thù của người La Mã lúc này trở thành một và do đó trở thành một mối đe dọa nghiêm trọng nếu không muốn nói là có thể làm đảo ngược sức mạnh của người La Mã lúc bấy giờ. Còn nguyên nhân trực tiếp khiến cho chiến tranh bùng nổ là việc Nicomedes IV xứ Bithynia mất năm 74 trước Công nguyên, và thay vì được sát nhập thành một tỉnh của người La Mã theo như nguyện vọng của vị vua thì Mithridates xứ Pontus lại xua quân tấn công vương quốc này, đo đó phá vỡ kế hoạch ban đầu của phía La Mã. 

## Lực lượng và kế hoạch triển khai quân lính sơ bộ, 74–73 BC
Diễn ra cùng thời điểm với với cuộc khởi nghĩa của Sertorius ở xứ Hispania, Mithridates tiến quân với rất ít sự chống cự từ phía La Mã. Viện Nguyên lão đáp lại bằng việc cử các chấp chính quan là Lucius Licinius Lucullus và Marcus Aurelius Cotta nhằm đối phó với mối đe dọa từ Pontus này. Lucullus được cử đi quản lý xứ Cicilia và Cotta thì là Bithynia.Khi tiến về xứ Bithynia, Lucullus có trong tay hơn 30,000 bộ binh cùng 1,600-2,500 kỵ binh  trong khi đối thủ Mithridates của ông có thể có tới 300,000 quân, theo Appian và Plutarch.
Kế hoạch ban đầu của là Cotta sẽ cầm chân lực lượng hải quân của phía Pontus, trong khi Lucullus sẽ hành tiến ở trên đất liền. Theo đó Cotta lệnh cho hải quân ông neo giữ tại Chalcedon, còn Lucullus thì cầm quân tiến qua xứ Phrygia với ý định xâm lược vương quốc Pontus. Tuy nhiên, trước khi Lucullus kịp tiến quân tới thì Mithridates đã đánh bại Cotta trong trân Chaledon và buộc ông này phải rút lui về phía sau các bức tường thành của thành phố. 64 tàu chiến bị phá hủy và cùng với đó là 3000 quân thiệt mạng  buộc Cotta  phải nán lại cho đến khi quân cứu viện của Lucullus tới nơi.